# Hadena mediana
Hadena mediana är en fjärilsart som beskrevs av Moore 1881. Hadena mediana ingår i släktet Hadena och familjen nattflyn. Inga underarter finns listade i Catalogue of Life.